# Klaus Bodin
Klaus Bodin (* 12. Oktober 1919 in Spandau; † 4. Juli 2012 in Berlin) war ein deutscher Politiker (SPD).

## Leben und Wirken
Bodin legte sein Abitur 1937 am Kant-Gymnasium in Berlin-Spandau ab. Er entschied sich für eine landwirtschaftliche Ausbildung auf dem Freibauernhof der väterlichen Familie, die er 1939 abschloss. Danach nahm er als Mitglied des Reichsarbeitsdienstes am Überfall auf Polen teil. Während seines Wehrdienstes von 1940 bis 1945 war er zum Studium der Medizin abkommandiert. Sein Physikum schloss er 1942 in Leipzig ab, im Frühjahr 1945 bestand er in Berlin das Staatsexamen.
Hiernach arbeitete er als Assistenzarzt in der Inneren Abteilung des Städtischen Krankenhauses Spandau und war ab 1951 ärztlicher Mitarbeiter bei der AOK.
1958 wurde Bodin, der seit Juli 1945 SPD-Mitglied war, über ein Direktmandat in das Abgeordnetenhaus von Berlin gewählt, dem er bis 1965 angehörte. Im Januar 1965 wurde er zum Bezirksbürgermeister in Spandau gewählt, weswegen er sein Abgeordnetenmandat aufgab. Als Bezirksbürgermeister trat er wiederum 1967 zurück, da er vom neuen Regierenden Bürgermeister Schütz zum Senator für Arbeit, Gesundheit und Soziales berufen wurde. Aus diesem Amt wurde er jedoch nach der Wahl 1971 entlassen. Von 1972 bis 1979 war er erneut Mitglied des Abgeordnetenhauses von Berlin, hiernach zog er sich aus der aktiven Politik zurück.

## Ehrungen

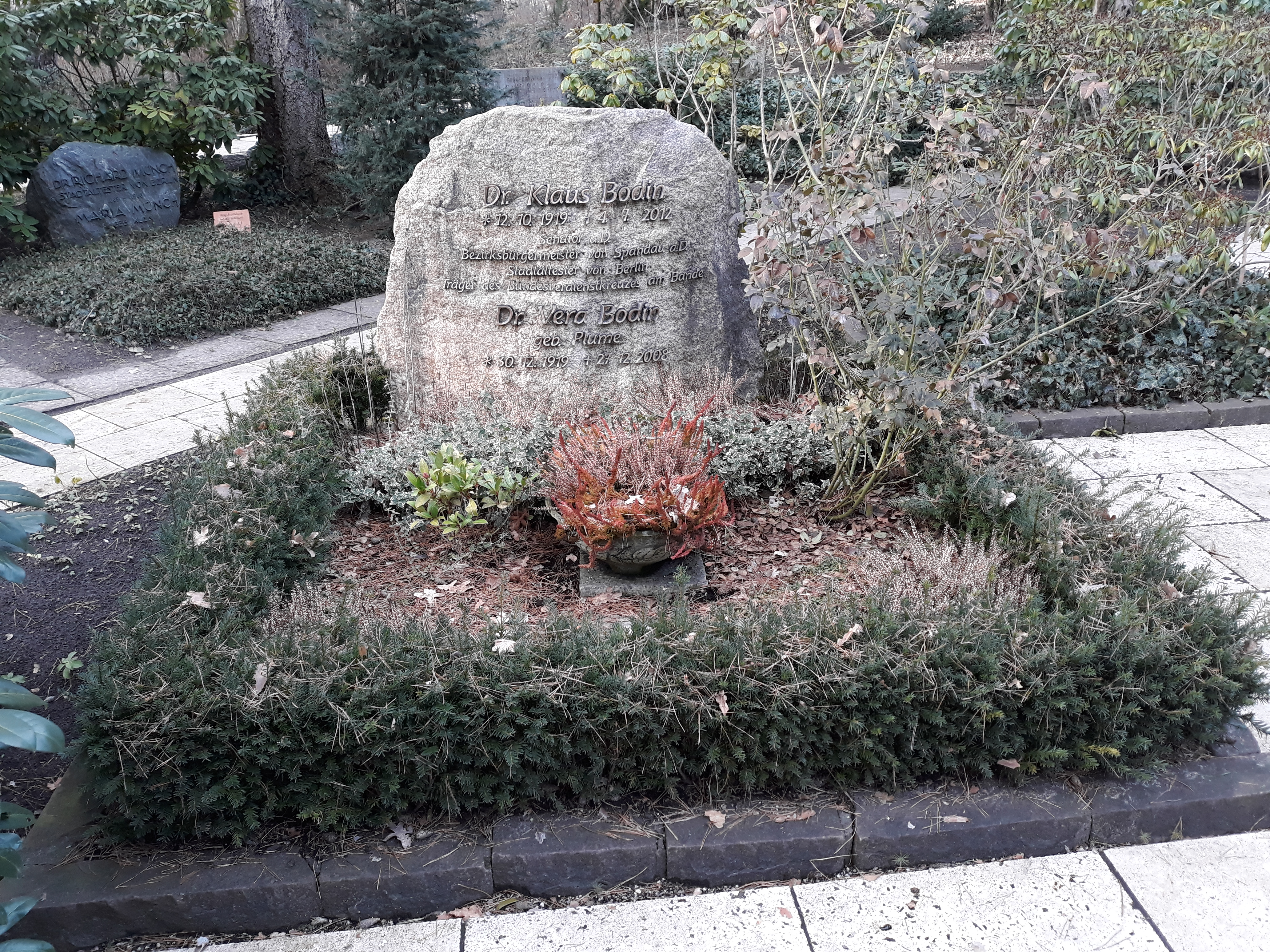
Das Grab von Klaus Bodin und seiner Ehefrau Vera geborene Plume auf dem Friedhof In den Kisseln in Berlin

Er war Träger des Verdienstkreuzes am Bande der Bundesrepublik Deutschland. 2008 wurde Bodin mit der Auszeichnung „Stadtältester von Berlin“ geehrt.